# Pattigham
Pattigham är en ort och kommun i Österrike. Den ligger i distriktet Ried im Innkreis i förbundslandet Oberösterreich, 210 kilometer väster om huvudstaden Wien. 
Kommunen består av 14 orter (Ortschaften) (inom parentes invånarantal 1 januari 2024):

- Atzing (23)
- Daring (21)
- Dunzing (126)
- Haging (64)
- Hochkuchl (46)
- Hof (103)
- Oberbrunn (29)
- Pattigham (552)
- Pattighamried (30)
- Sankt Thomas (20)
- Schachen (14)
- Schwarzenbach (13)
- Senzenberg (7)
- Zeilach (32)